# Geranium canescens
Geranium canescens är en näveväxtart som beskrevs av L'hér. in Aiton. Geranium canescens ingår i släktet nävor, och familjen näveväxter. Inga underarter finns listade i Catalogue of Life.